# Ribes viburnifolium
Ribes viburnifolium là một loài thực vật có hoa trong họ Grossulariaceae. Loài này được A. Gray miêu tả khoa học đầu tiên năm 1882.